# 津田算長
津田 算長（つだ かずなが、? - 永禄10年12月23日〈1568年1月22日〉）は、戦国時代の人物。通称は監物、または小監物。父は津田算行。子に津田算正、杉坊照算、津田自由斎がいる。根来寺杉坊の院主・明算は弟とされるが、異説もある。

## 略歴
津田氏は紀伊国那賀郡小倉荘の土豪で、算長は小倉にある吐前城（和歌山県和歌山市吐前）の城主という。算長ら津田氏は、楠木正成の子孫である津田正信の末裔とされている。
天文12年（1543年）または13年（1544年）、種子島に渡った算長は鉄砲1挺を譲り受けて、紀伊へと持ち帰った。『鉄炮記』によると、鉄砲を求める杉坊某公（明算）の指示で種子島を訪れたという。堺の鉄砲鍛冶・芝辻家に伝わる『鉄炮由緒書』には、紀伊に戻った算長は根来の門前・坂本にいた芝辻清右衛門に鉄砲を作らせたとある。元々堺にいた芝辻家は後に堺へ戻っており、これにより堺で鉄砲が生産されることになったともいわれる。
また、後に成立する津田流砲術は算長、または算長に鉄砲を教えたポルトガル人らしき屏太郎（袂太郎）を流祖としている。算長の長男・算正や三男・自由斎は算長から砲術を教わり、津田流を継承したという。
なお、算長の存在を示す一次史料がないことから、算長は半伝説的な人物といわれる。また、算長の師である屏太郎はペイトルウィスの当て字ともされるが、そのような名前の人物が種子島にいたという事実は確認できず、種子島に伝来した鉄砲2挺のうち1挺を算長に与えたとする『鉄炮記』の記述も考えられないとされる。『鉄炮記』は津田流などの秘伝書を元に書かれた可能性があり、算長が種子島で鉄砲を教わったという伝承は疑わしいとの見方がある。
永禄10年（1567年）12月23日、算長は死去した。

## 関連書籍
- 宇田川武久『真説 鉄砲伝来』 平凡社〈平凡社新書〉、2006年、ISBN 4-582-85346-3
- 津本陽『鉄砲無頼記』 実業之日本社、1996年、ISBN 4-408-53283-5
- 津本陽『続・鉄砲無頼記』 実業之日本社、2003年、ISBN 4-408-53442-0
  - 改題：『信長の傭兵』 角川書店〈角川文庫〉、2006年、ISBN 4-04-171331-5